# کوین پی چلتن
کوین پی چلتن (به انگلیسی: Kevin P. Chilton) فضانورد اهل کشور ایالات متحده آمریکا است که در ۳ نوامبر ۱۹۵۴ میلادی در لس‌آنجلس زاده شد. وی در مأموریت اس‌تی‌اس-۴۹، اس‌تی‌اس-۵۹، اس‌تی‌اس-۷۶ حضور داشته است.